# Saint-Marcel (Savoie)
Pour les articles homonymes, voir Saint-Marcel.
Saint-Marcel est une commune française située dans le département de la Savoie, en région Auvergne-Rhône-Alpes.

## Géographie

### Situation

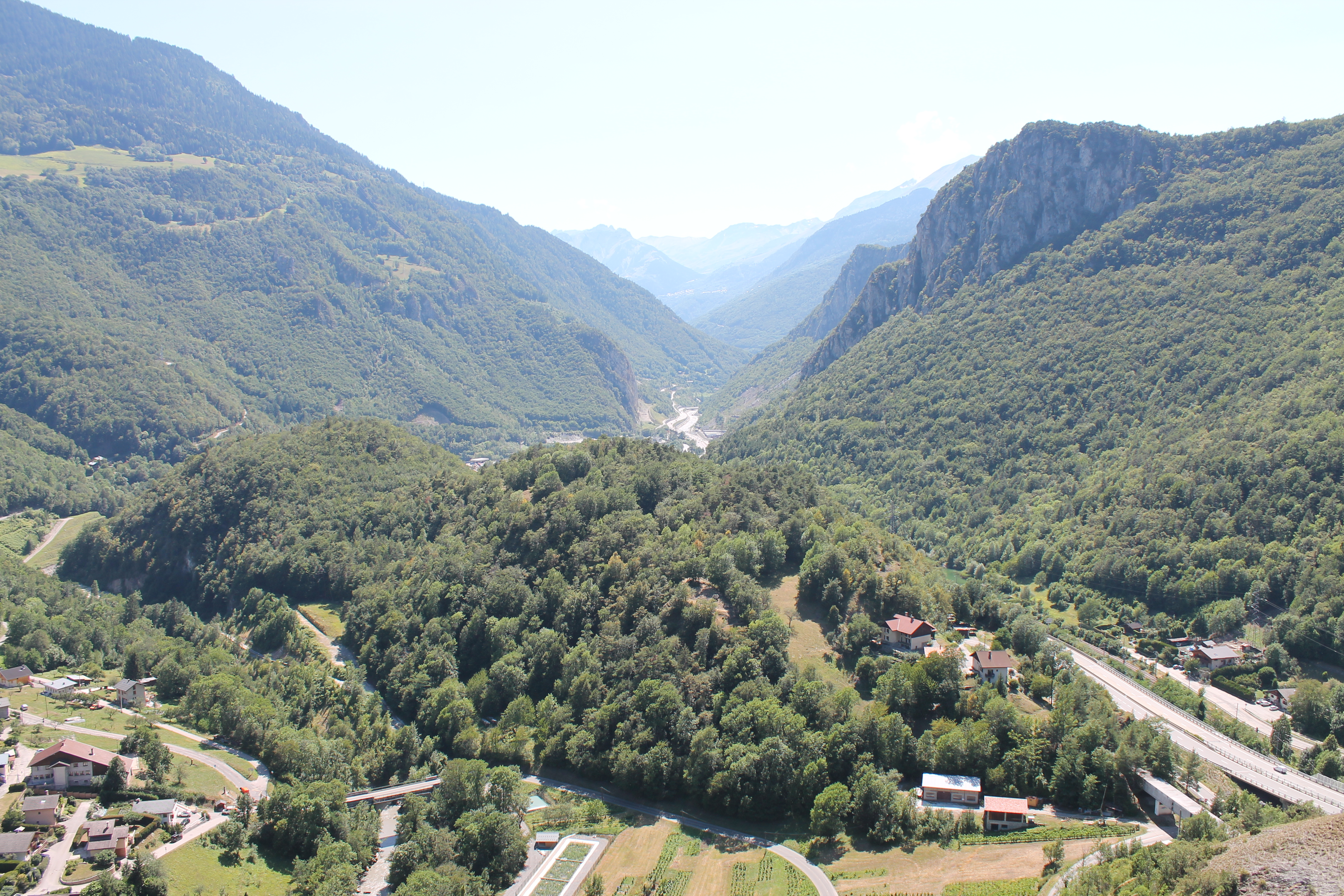
Village des Plaines (Notre-Dame-du-Pré), à gauche, et Les Bermonts (Saint-Marcel) et la RN90, à droite.

Le village, à 600 mètres d’altitude, est situé dans la vallée de la Tarentaise où coule l'Isère, entre Moûtiers (à 5 km) et Bourg-Saint-Maurice (à 23 km). 
Il est composé de plusieurs hameaux, situés à différentes altitudes :
- dans la plaine : Pomblière au Centre, Saint-Marcel au Nord ;
- à 1 000 m d'altitude, sur des replats de dépôts glaciaires : Montfort au Sud, Montmagny au Nord-Est.

### Axes de communication
La commune est traversée par la RN 90, axe très fréquenté en hiver car il permet d'accéder à de nombreuses stations de ski.
Elle est également traversée par la ligne de chemin de fer reliant Moûtiers et Bourg-Saint-Maurice, qui dessert également l'usine électrochimique de Pomblière. La desserte voyageur n'est plus assurée.

### Curiosités géographiques
- Étroit du Siaix ;
- Tunnel du Siaix.

## Urbanisme

### Typologie
Au 1er janvier 2024, Saint-Marcel est catégorisée commune rurale à habitat dispersé, selon la nouvelle grille communale de densité à sept niveaux définie par l'Insee en 2022.
Elle est située hors unité urbaine. Par ailleurs la commune fait partie de l'aire d'attraction de Moûtiers, dont elle est une commune de la couronne,. Cette aire, qui regroupe 7 communes, est catégorisée dans les aires de moins de 50 000 habitants,.

### Occupation des sols
L'occupation des sols de la commune, telle qu'elle ressort de la base de données européenne d’occupation biophysique des sols Corine Land Cover (CLC), est marquée par l'importance des forêts et milieux semi-naturels (81,8 % en 2018), en diminution par rapport à 1990 (85,5 %). La répartition détaillée en 2018 est la suivante : 
forêts (77,8 %), zones industrielles ou commerciales et réseaux de communication (6,4 %), prairies (4,3 %), milieux à végétation arbustive et/ou herbacée (4 %), mines, décharges et chantiers (3,3 %), zones urbanisées (2,9 %), zones agricoles hétérogènes (1,3 %).
L'IGN met par ailleurs à disposition un outil en ligne permettant de comparer l’évolution dans le temps de l’occupation des sols de la commune (ou de territoires à des échelles différentes). Plusieurs époques sont accessibles sous forme de cartes ou photos aériennes : la carte de Cassini (XVIIIe siècle), la carte d'état-major (1820-1866) et la période actuelle (1950 à aujourd'hui).

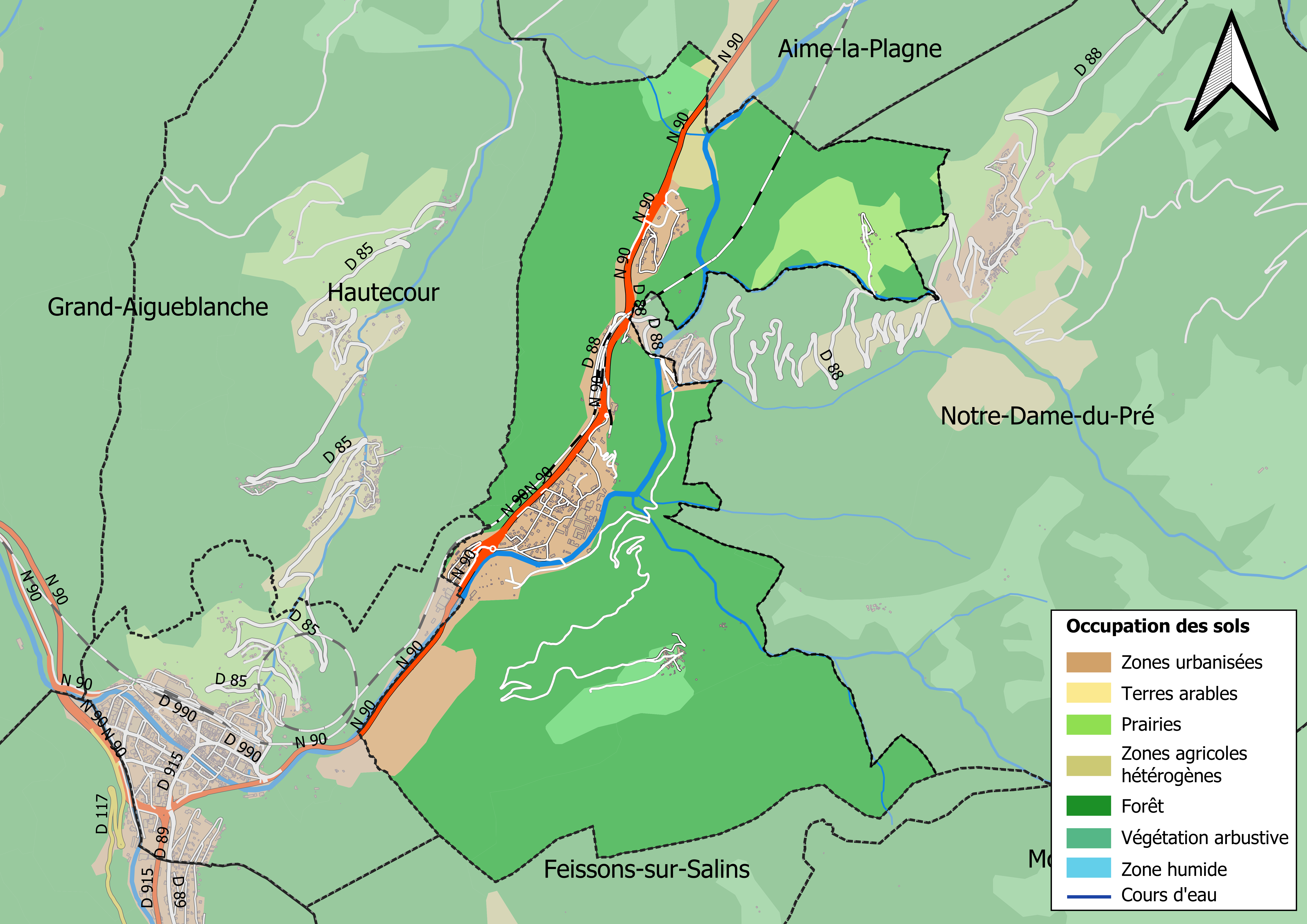
Carte des infrastructures et de l'occupation des sols en 2018 (CLC) de la commune.
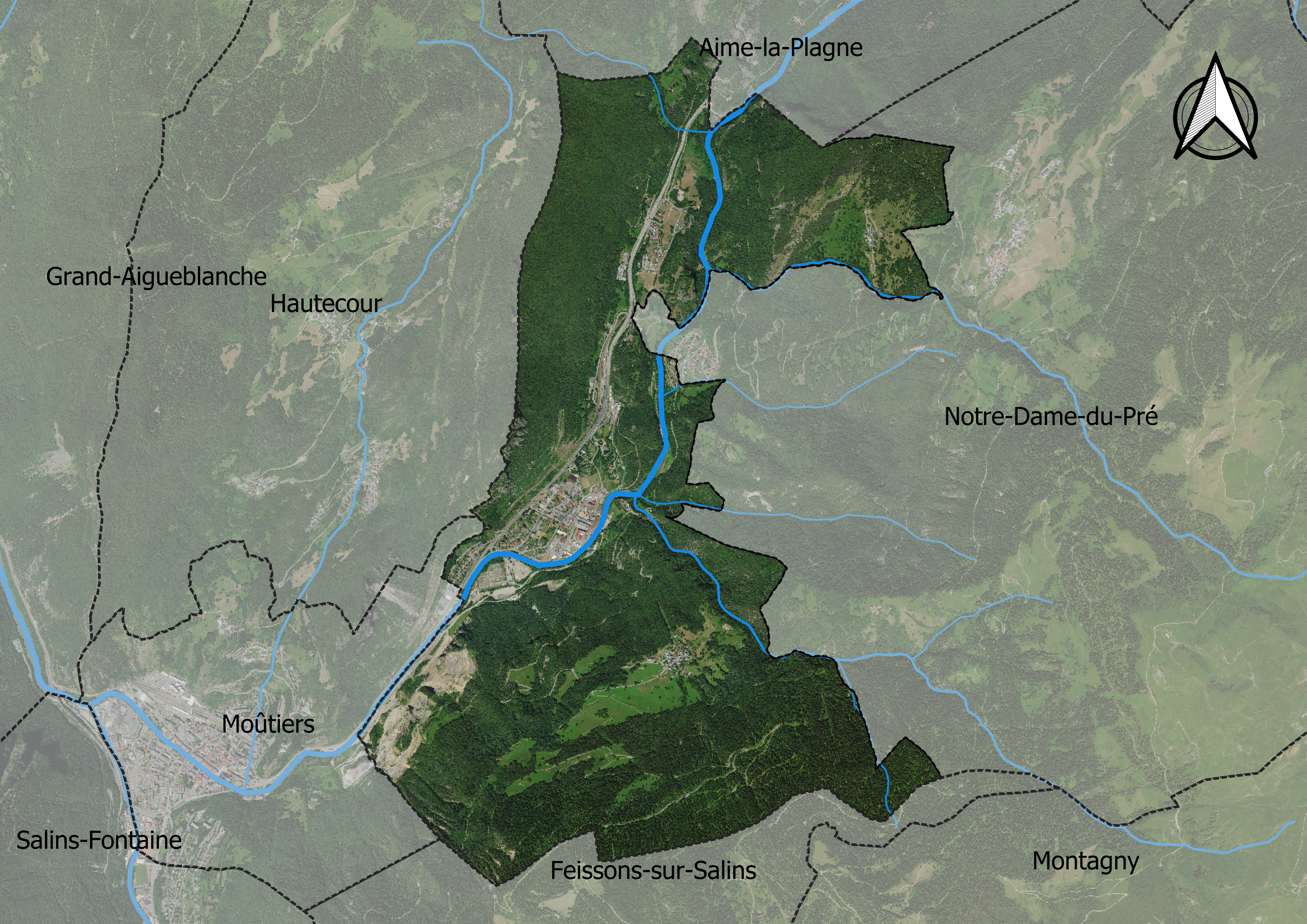
Carte orthophotogrammétrique de la commune.

## Toponymie
Saint-Marcel est le nom officiel de la commune selon le Code officiel géographique français, même si sur le site on voit apparaître la forme Pomblière - Saint Marcel.
L'origine du toponyme n'est pas certaine. Les auteurs de Histoire des communes (1982) font référence au saint patron Marcel Ier († 309), 30e pape (308-309), probablement confondu avec le saint local et évêque légendaire de Tarentaise, Marcel. Henry Suter indique quant à lui sur son site Marcel de Chalon († 177 ou 179), un prêtre originaire de Lyon, martyr et mort à Châlon.
L'ancien nom de la paroisse était Saint-Jacques ou Jacquemoz, en lien avec le château (Castrum Sancti Jacobi),. En effet, la paroisse était placée sous le patronage de saint Jacques, premier évêque légendaire de Tarentaise,.
En francoprovençal, le nom de la commune s'écrit Sent Marcél (ORB). La forme graphie de Conflans est inconnue.

## Politique et administration
| Période                                  | Période   | Identité            | Étiquette | Qualité |
| ---------------------------------------- | --------- | ------------------- | --------- | ------- |
| mars 2001                                | mars 2014 | Jean-Pierre Mirande | ...       | ...     |
| mars 2014                                | En cours  | Daniel Charrière    | ...       | ...     |
| Les données manquantes sont à compléter. |           |                     |           |         |

## Démographie
Les habitants de la commune sont appelés les Saint-Marcelins.

L'évolution du nombre d'habitants est connue à travers les recensements de la population effectués dans la commune depuis 1793. Pour les communes de moins de 10 000 habitants, une enquête de recensement portant sur toute la population est réalisée tous les cinq ans, les populations de référence des années intermédiaires étant quant à elles estimées par interpolation ou extrapolation. Pour la commune, le premier recensement exhaustif entrant dans le cadre du nouveau dispositif a été réalisé en 2006.

En 2022, la commune comptait 615 habitants, en évolution de +1,32 % par rapport à 2016 (Savoie : +3,63 %, France hors Mayotte : +2,11 %).
| 1793 | 1800 | 1806 | 1822 | 1838 | 1848 | 1858 | 1861 | 1866 |
| ---- | ---- | ---- | ---- | ---- | ---- | ---- | ---- | ---- |
| 267  | 304  | 303  | 341  | 428  | 470  | 413  | 445  | 414  |

| 1872 | 1876 | 1881 | 1886 | 1891 | 1896 | 1901 | 1906 | 1911 |
| ---- | ---- | ---- | ---- | ---- | ---- | ---- | ---- | ---- |
| 426  | 384  | 396  | 409  | 424  | 382  | 675  | 595  | 834  |

| 1921 | 1926 | 1931 | 1936 | 1946 | 1954 | 1962  | 1968  | 1975 |
| ---- | ---- | ---- | ---- | ---- | ---- | ----- | ----- | ---- |
| 670  | 628  | 794  | 785  | 779  | 925  | 1 102 | 1 045 | 921  |

| 1982 | 1990 | 1999 | 2006 | 2011 | 2016 | 2021 | 2022 | - |
| ---- | ---- | ---- | ---- | ---- | ---- | ---- | ---- | - |
| 778  | 770  | 678  | 692  | 645  | 607  | 610  | 615  | - |

## Économie
Pomblière Saint Marcel est l'unique site de production de MSSA (Métaux Spéciaux) qui fabrique du sodium. L'usine, dite « La Volta » a été créée en 1898 et produit du sodium depuis 1923. En 1906, elle a permis la création de la première ligne à haute tension française, pour alimenter en électricité le Tramway de Lyon, via le réseau de la Société Grenobloise de Force et Lumière sur une distance de 180 km, encore jamais atteinte en Europe, sur deux fils en laiton d'un diamètre de six millimètres.
La société InPACT est le leader occidental de la production de substrat semiconducteur de phosphore d'indium.

## Culture locale et patrimoine

### Lieux et monuments

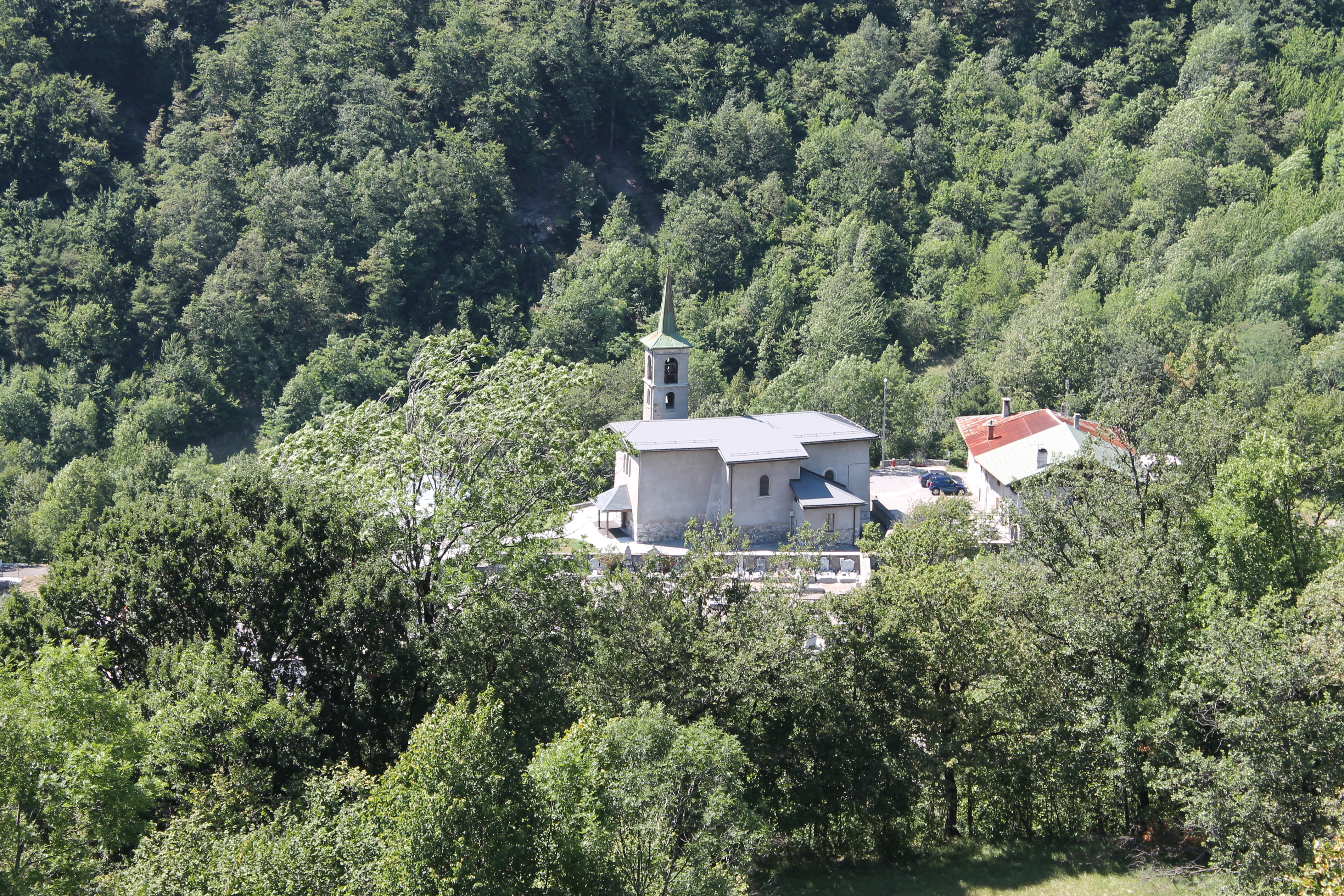
L'église paroissiale Saint-Marcel.
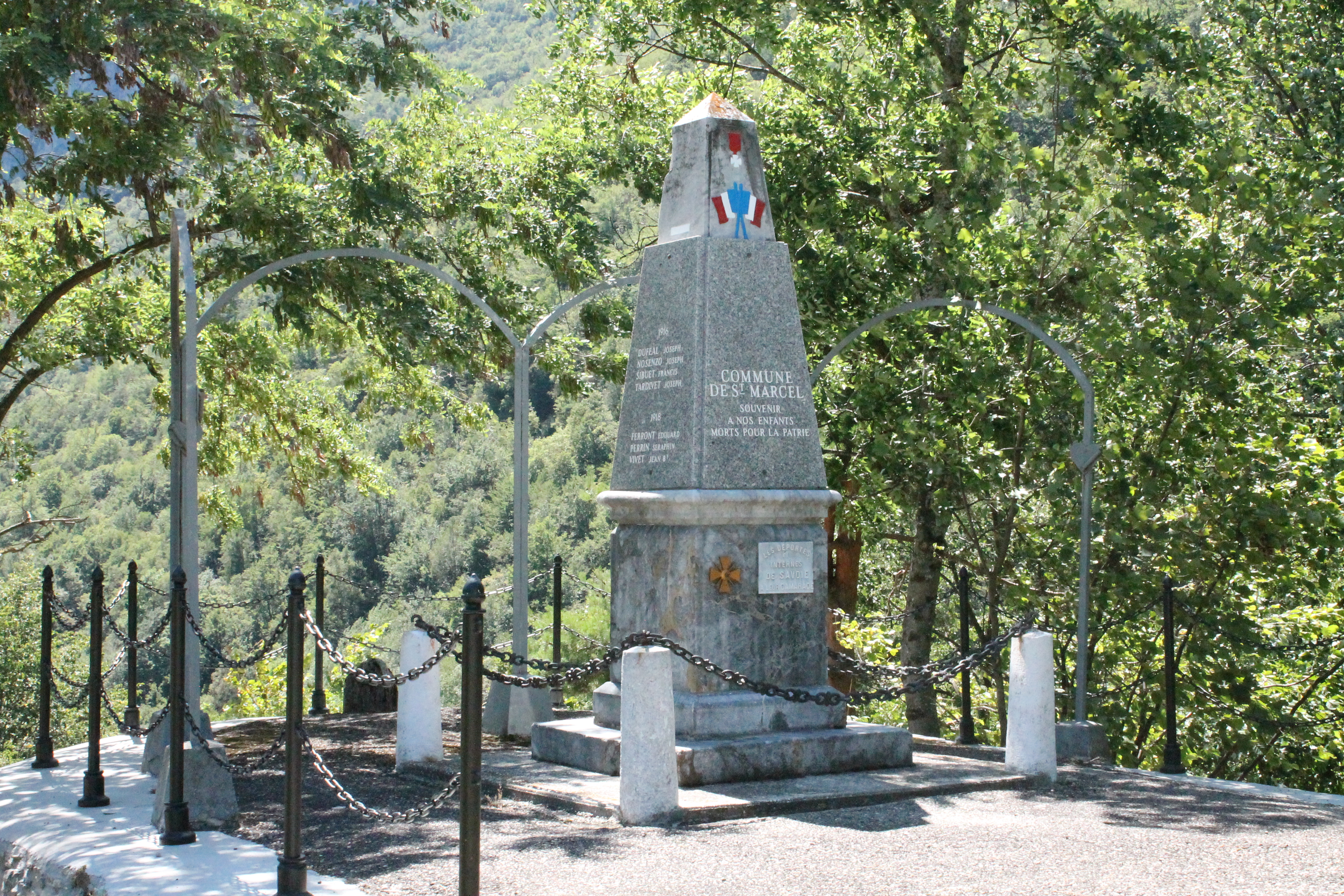
Monument aux morts.
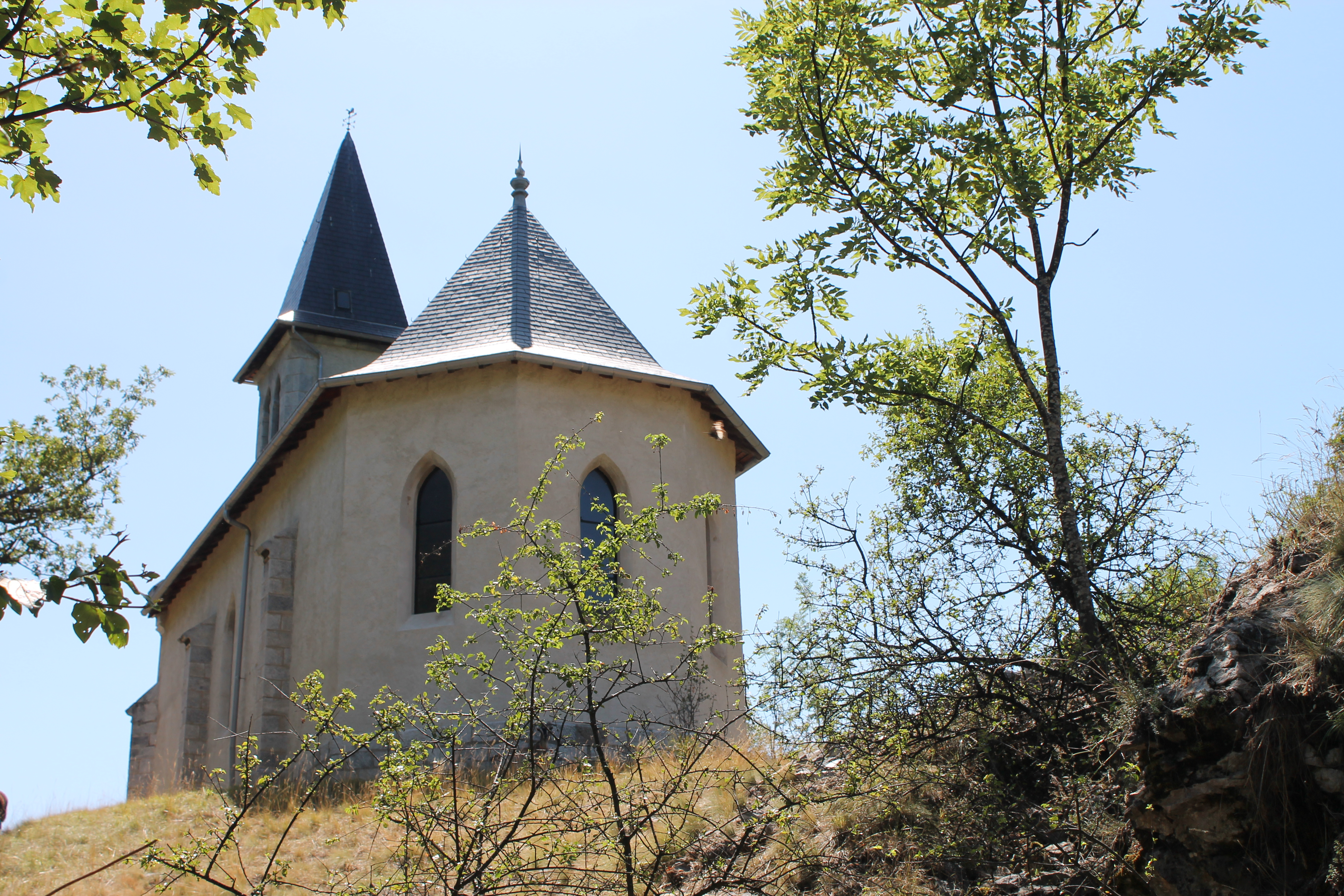
Chapelle Saint-Jacques, situé sur le roc Puppin.
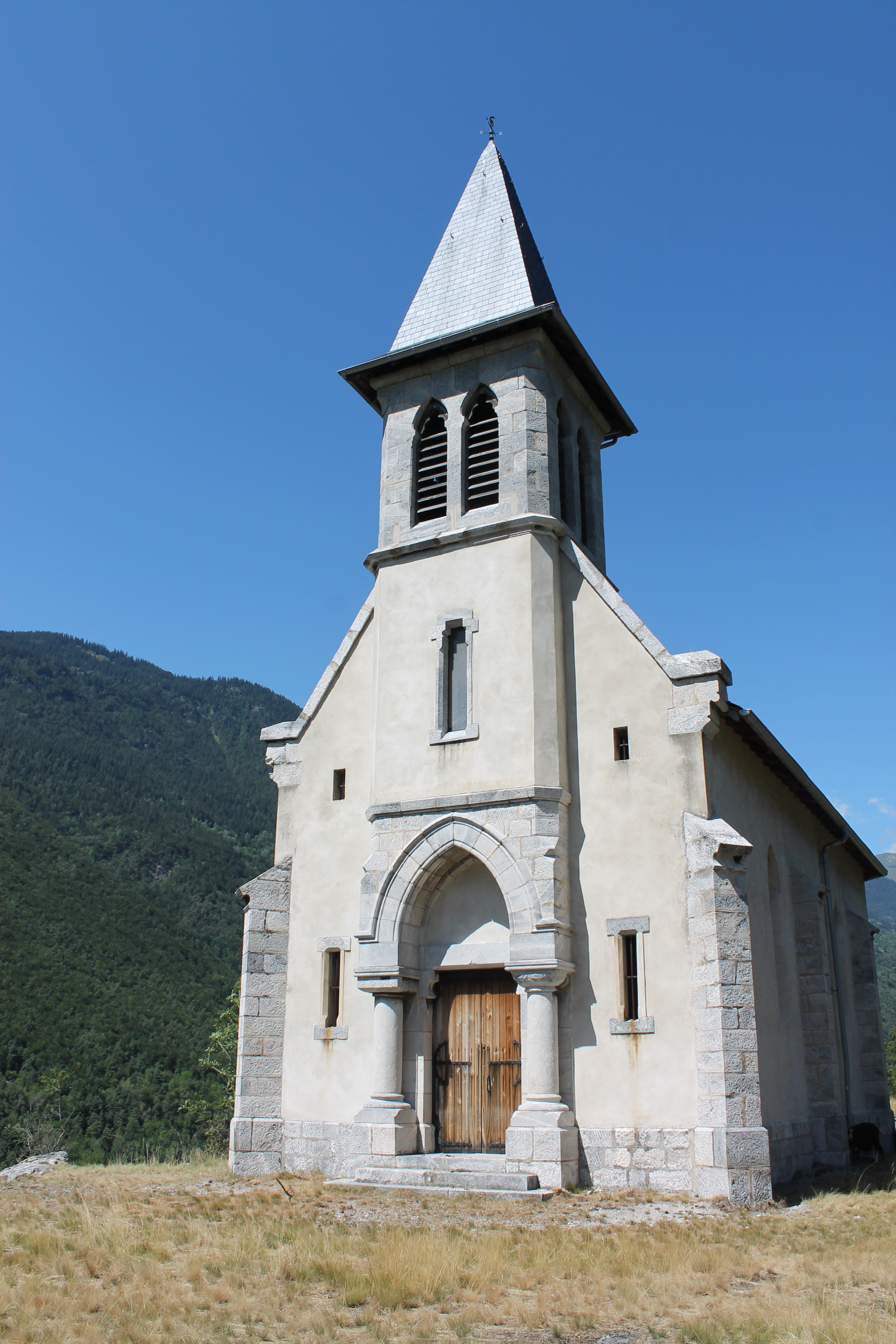
Chapelle Saint-Jacques, situé sur le roc Puppin.
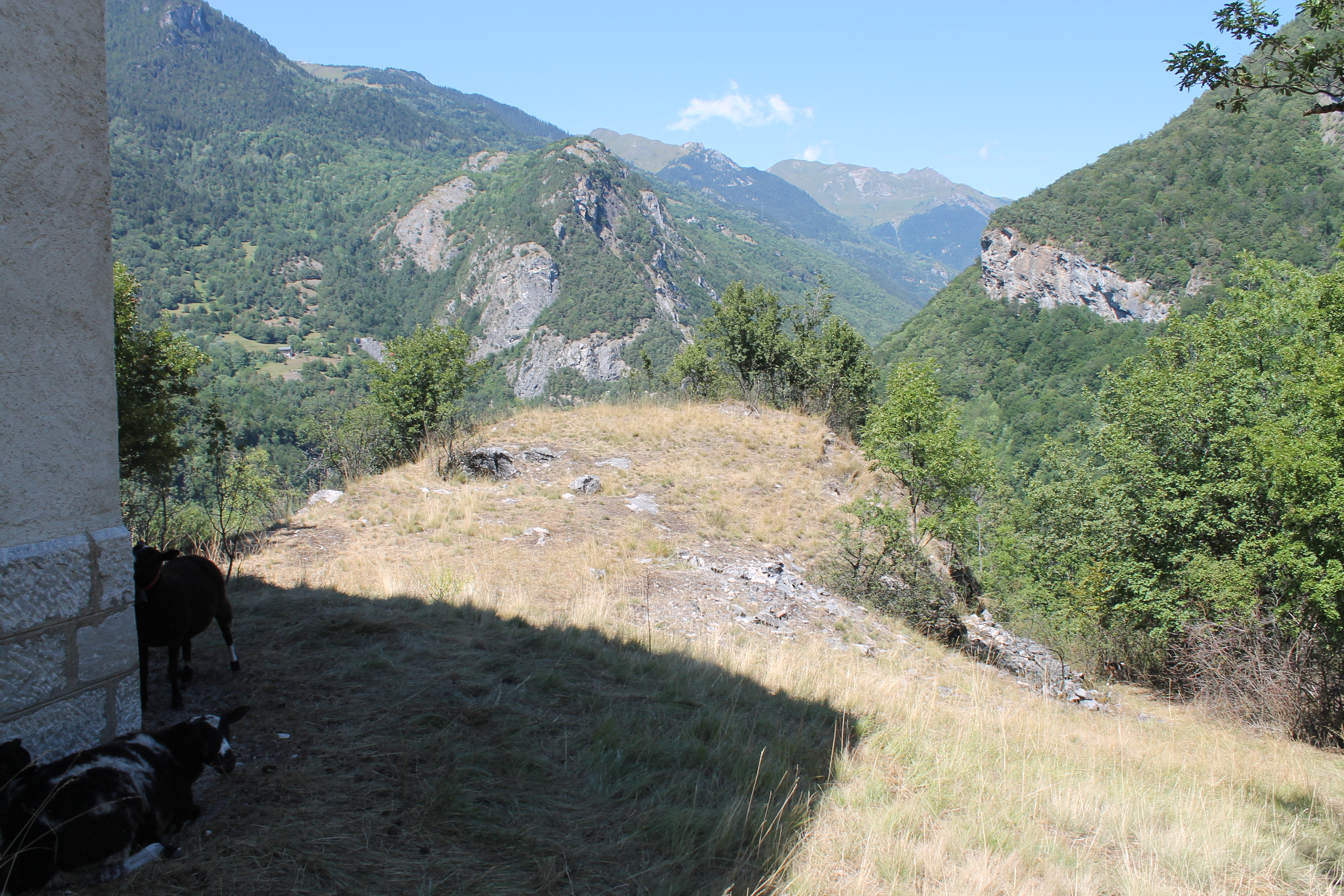
Haut-plateau du roc Puppin où se situait le château Saint-Jacques.

Le patrimoine de Saint-Marcel est constitué :
- le château Saint-Jacques (Castrum Sancti Jacobi)[8] ou encore Saint-Jacquemoz (1663)[8], édifié sur le Roc Puppim/Saint-Jacques, mentionné au XIIe siècle[15] (donation de 1186), détruit en 1600[16],[17],[18] ;
- le manoir de la Pérouse, une ancienne maison forte du XIIIe siècle ;
- l'église paroissiale Saint-Marcel (reconstruite vers la fin du XVIIe siècle). Une paroisse est mentionnée dès 1170, anciennement dédiée à saint Jacques de Tarentaise avant passer à saint Marcel (voir section « Toponymie »)[19] ;
- la chapelle néogothique dédiée à saint Jacques de Tarentaise (1898-1903), construite sur le roc Puppin à l'emplacement et avec des pierres du château Saint-Jacques[17].

### Espaces verts et fleurissement
La commune obtient sa première fleur au concours des villes et villages fleuris en 2017.

### Héraldique
| Blason de Saint-Marcel | Blason  | Taillé : au 1er de gueules à une boucle de ceinturon burgonde figurant un personnage d'or, au 2d mi-taillé d'or à trois fleurs de lys de gueules. |
| Blason de Saint-Marcel | Détails | Le premier représente le motif d'une boucle de ceinturon retrouvée dans une sépulture médiévale près du pont du village. Le second reprend le détail d'une pierre de taille retrouvée près du château Saint-Jacques, qui était gravée de trois fleurs de lys. Adopté en 1990. |